# Big Man
Der Big Man wird in der Ethnologie (Völkerkunde) und der Anthropologie definiert als ein informeller Führer innerhalb einer Wildbeuter-Horde oder eines Stammes in Melanesien. Der Anthropologe Marshall Sahlins gehört zu den ersten, die ab 1958 diese Stellung erforschten und beschrieben. Der Big Man ist der Anführer einer Horde oder eines Stammes. Seine Führungsrolle gründet auf seinen Fähigkeiten und seinen Geschicklichkeiten wie Redegewandtheit, Charisma, Organisationstalent und kriegerisches Geschick. Dieser soziale Status als Anführer kann verloren gehen, wenn eine andere Person als wertvoller für den Stamm erachtet wird. Ausschlaggebend ist dabei, ob jemand mehr Leistung erbringen kann als der Anführer. Beispielsweise kann bei zwei Männern ihr Alter eine entscheidende Rolle spielen bezüglich ihrer Jagdfähigkeit, wenn der Jüngere durch seine Kraft und Ausdauer besser jagen kann. Sollte dieser Faktor für das Überleben des Stammes wichtig sein, wird das Amt des Big Man vom älteren auf den jüngeren Mann übergehen.
Sahlins wies auch auf die Wichtigkeit der Beziehung zwischen dem Big Man und seinen Mitmenschen sowie auf das nötige Pflichtbewusstsein des Big Man hin (sinngemäß): „Wichtig beim Anstreben des Amtes ist es, seine Anhängerschaft zu vergrößern durch die Herstellung von loyalen und verpflichtenden Beziehungen zu einem möglichst großen Teil der Gruppe: je mehr Anhänger, desto größer das Ansehen“.
Der deutsche Ethnologe Martin Rössler wies auf Marshall Sahlins Doktorarbeit hin in Bezug auf sozial-evolutionistische Gedanken innerhalb der Gesellschaftsbildung: „Der big man ist eben genau typisch für ‚tribal societies‘ auf Clan-Basis […], die i. d. R. ja mehrere Hundert bis mehrere Tausend Leute umfassen […] und wird in der evolutionären Politikethnologie quasi als die notwendige unmittelbare Vorstufe für ein ‚Amt‘ im Sinne des chief in chiefdoms angesehen – als Indiz für das Erfordernis zentralisierter Autorität bei wachsender politischer Komplexität, pol. Stress und Bevölkerungsgröße bzw. -dichte. Siehe dazu auch Sahlins’ Diss. von 1958 – sein frühes Standardwerk.“